# 蹋頓
蹋頓（とうとん、? - 建安12年（207年））は、中国後漢末期の人物。遼西烏桓の大人（部族長）。従父は丘力居。『三国志』では「烏丸鮮卑東夷伝」などに記述がある。

## 生涯
丘力居の死後、その子の楼班が幼かったため、彼がその後を継いで部族を統率し、上谷烏桓の難楼・遼東属国烏桓の蘇僕延・右北平烏桓の烏延を、自身の配下に置いた。
蹋頓は武勇に優れた人物で、命令がよく行き届いた。
袁紹と公孫瓚の抗争がまだ続いていた時、蹋頓は袁紹と早くから誼を通じ、自らの精鋭騎兵部隊を援軍として送り込んで協力した。袁紹は公孫瓚を破ると朝廷の命令を偽造し、蹋頓らに印綬を与えた上で各々を単于に任命した。
楼班が成長すると、蘇僕延は楼班を奉じて単于に擁立し、蹋頓を王とした。
袁煕・袁尚兄弟が逃れて来るとそれを匿ったため、206年に曹操の攻撃を受けた（白狼山の戦い）。烏桓の軍勢は、柳城の100里手前にある白狼山で張遼を先鋒とした曹操軍と遭遇し、袁尚らと共に勇敢に戦ったが、曹操の軍略の前に敗れ大敗した。蹋頓は虎豹騎を率いていた曹純に捕縛され斬られた。
楼班・速附丸・烏延・蘇僕延は袁尚らとともに遼東に逃げ込んだが、太守の公孫康により袁煕・袁尚兄弟らとともに殺害されている。これにより三郡の烏桓は敗れ、残った代郡の烏桓も降伏した。その後、烏桓は曹操に服属し、騎兵を提供するなど有力な兵力供給源となった。
小説『三国志演義』では袁紹と友好関係にあった事から、袁煕・袁尚らが曹操に敗れ頼って来ると、袁尚に協力して曹操と戦う。最後は張遼に敗れて斬り殺される事になっている。

## 参考資料
- 『三国志』[要文献特定詳細情報]